# Ivan Pongračić
Ivan Pongračić (8. ožujka 1980.) je hrvatski rukometaš. 2015 završio igračku karijeru
Za seniorsku reprezentaciju igrao je na Mediteranskim igrama 2005. godine.